# Milan Lalkovič
Milan Lalkovič (* 9. prosinec 1992, Košice) je slovenský fotbalový útočník, od léta 2018 hráč českého prvoligového klubu SK Sigma Olomouc. Mimo Slovensko prošel angažmá v Anglii, Nizozemsku, Portugalsku, České republice a Skotsku. Reprezentoval Slovensko v mládežnických kategoriích. Hraje primárně na postu levého křídla.
Jeho otcem je bývalý fotbalista, trenér a sportovní ředitel MFK Košice Milan Lalkovič st.

## Klubová kariéra

### Chelsea FC
Košický rodák Milan Lalkovič začal v dětství s fotbalem v oddílu FK Košice-Barca. Zazářil ve slovenském mládežnickém fotbale a v roce 2006 odešel na zkoušku do anglického klubu Chelsea FC (měl možnost jít i do Manchesteru City). Po několika zkušebních zápasech (včetně jednoho, ve kterém se čtyřikrát gólově prosadil), podepsal s klubem jako teprve 14letý několikaletou smlouvu. V Anglii s ním byl dva roky jeho otec. Během sezóny 2009/10 vyhrál s mládežnickým celkem Chelsea soutěž FA Youth Cup (po výsledcích ve finále proti Aston Ville 1:1 venku a 2:1 doma). V sezoně 2010/11 se začlenil do rezervního týmu anglického velkoklubu. Před sezónou 2013/14 s ním Chelsea prodloužila o rok smlouvu. Po sezoně 2013/14 (kterou strávil na hostování ve Walsallu) nabídku na další prodloužení nedostal a stal se tudíž volným hráčem.

### Doncaster Rovers FC (hostování)
Do Doncasteru přišel Lalkovič 18. srpna 2011 na jednoměsíční hostování. Debutoval 20. srpna proti Derby County FC, utkání skončilo porážkou Doncasteru Rovers 0:3. Po dalších dobrých výkonech mu bylo hostování prodlouženo o další měsíc. Celkem odehrál za Doncaster Rovers 6 zápasů. Poté se vrátil do Chelsea.

### ADO Den Haag (hostování)
Od zimy 2012 do 30. června 2012 měl Milan Lalkovič půl roku hostovat v nizozemském klubu ADO Den Haag (hostování bylo ukončeno již v dubnu). Debutoval 18. února 2012 v zápase proti Excelsioru, když šel za stavu 1:1 na hřiště v 66. minutě. Tímto výsledkem střetnutí také skončilo.

### Vitória SC (hostování)
18. července 2012 odešel na jednoroční hostování do portugalského prvoligového klubu Vitória SC (známého i pod názvem Vitória Guimarães). 19. srpna nastoupil poprvé v dresu Vitórie proti Sportingu Lisabon (0:0), když šel na hřiště v 87. minutě.
14. září 2012 se poprvé trefil v přípravném utkání proti týmu z portugalské čtvrté ligy FC Infesta (gól se nepočítá do oficiálních statistik). Zápas skončil vítězstvím Vitórie 3:0, Lalkovič přidal k přesné trefě i jednu přihrávku na gól.

### Walsall FC (hostování)
V červenci 2013 odešel na půlroční hostování do anglického klubu Walsall FC hrajícího League One, třetí nejvyšší anglickou ligovou soutěž. Zde debutoval 3. srpna 2013 v 1. ligovém kole proti Tranmere (výhra 3:1), vstřelil jednu branku a na další asistoval. V lednu 2014 mu Chelsea hostování, o které stál klub i samotný hráč, prodloužila do konce sezóny 2013/14.

### FK Mladá Boleslav
V červenci 2014 se stal volným hráčem a přestoupil do českého klubu FK Mladá Boleslav. V 1. české lize (Synot liga) debutoval 3. července 2014 proti FK Dukla Praha (porážka 0:1), odehrál druhý poločas. V Synot lize si připsal 6 startů, branku nevstřelil.

### Barnsley FC
V lednu 2015 odešel do anglického klubu Barnsley FC hrajícího Football League One.

### Walsall FC (návrat)
V červenci 2015 se vrátil do Walsall FC, kde již v minulosti působil. Podepsal smlouvu na jeden rok.

### Portsmouth FC
V červnu 2016 podepsal dvouletou smlouvu s anglickým klubem Portsmouth FC poté, co odmítl nový jednoroční kontrakt s Walsallem.

### Ross County FC (hostování)
V lednu 2017 odešel na hostování do skotského prvoligového týmu Ross County FC.

### SK Sigma Olomouc
V říjnu 2018 přestoupil jako hráč do prvoligového českého týmu SK Sigma Olomouc.

## Reprezentační kariéra

### Mládežnické reprezentace
Milan Lalkovič reprezentuje Slovensko v mládežnických kategoriích od 17 let. Zúčastnil se kvalifikace na Mistrovství Evropy hráčů do 21 let 2013 konaného v Izraeli, kde Slovensko obsadilo s 15 body druhé místo v konečné tabulce skupiny 9 za první Francií (21 bodů). Skóroval 10. září 2012 proti Kazachstánu (výhra 6:0). Slovensko se na závěrečný šampionát neprobojovalo přes baráž, v níž vypadlo po prohrách 0:2 doma i venku s Nizozemskem.
V týmu U21 působil i jako kapitán.